# Филиппов, Григорий Филиппович
Григорий Филиппович Филиппов (1872 — ?) — крестьянин, депутат Государственной думы I созыва от Витебской губернии.

## Биография
По национальности белорус. Православный. Из крестьян деревни Озерцы Вознесенской волости Полоцкого уезда Витебской губернии. Выпускник народного училища. Занимался земледелием, имел надел и собственную землю. Никогда не служил ни в каких должностях по волостному или сельскому управлению. В момент избрания в Думу по своим взглядам примыкал к партии "народной свободы". 

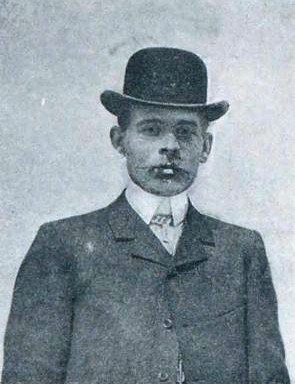
Г. Ф. Филиппов, 1906

26 марта 1906 был избран в Государственную думуI созыва от съезда уполномоченных от волостей Витебской губернии. По данным современных историков вошёл в Трудовую группу, однако сами трудовки это не подтверждают, относя Филиппова к беспартийным. Поставил свою подпись под законопроектом «О гражданском равенстве».
На процессе по делу о "Выборгском воззвании" дал показания, что депутат А. О. Волкович уговаривал его воззвание подписать.
Дальнейшая судьба и дата смерти неизвестны.